# Baa, Baa, Black Sheep

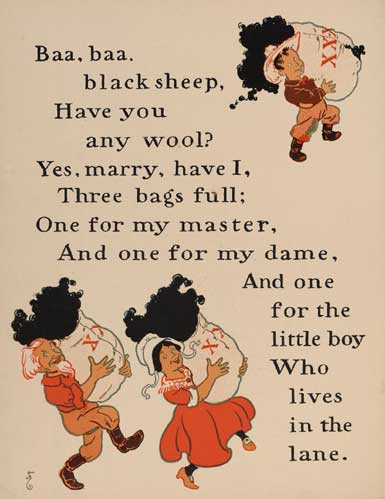
Jeden z tekstów angielskich

Baa, Baa, Black Sheep (pol. Be, be, czarna owieczka) – popularna angielska piosenka dla dzieci znana też w Stanach Zjednoczonych i Szwecji (Bä, bä, vita lamm).
Najstarsza udokumentowana wersja pochodzi z 1731. Tekst do dziś nieznacznie się zmienił. Śpiewana jest na francuską melodię Ah! Vous dirai-je, Maman (1761). Próby wyjaśnienia genezy tekstu wskazują na jego związek z angielskimi podatkami od wełny lub handlu niewolnikami, stąd piosenka bywa obecnie uznawana przez niektóre kręgi za niepoprawną politycznie. 
| Wersja oryginalna opublikowana w Tommy Thumb's Pretty Song Book z 1744: Bah, Bah a black Sheep, Have you any Wool? Yes merry have I, Three Bags full, One for my master, One for my Dame, One for the little Boy That lives down the lane | Wersja współczesna (jedna z najpopularniejszych): Baa, baa, black sheep, Have you any wool? Yes, sir, yes, sir, Three bags full; One for the master, And one for the dame, And one for the little boy Who lives down the lane |

Od tytułu piosenki pochodzi też nazwa serialu telewizyjnego Baa, Baa, Black Sheep.